# Loučka (district de Zlín)
Pour les articles homonymes, voir Loučka.
Loučka (en allemand : Kleinwiese) est une commune du district et de la région de Zlín, en République tchèque. Sa population s'élevait à 472 habitants en 2020.

## Géographie
Loučka est arrosée par la rivière Loučka et se trouve à 11 km au sud-ouest de Valašské Meziříčí, à 27 km au nord-est de Zlín, à 93 km à l'est-nord-est de Brno et à 255 km au sud-est de Prague.
La commune se compose de deux quartiers : le quartier de Loučka est limitée par Kelč au nord, par Police au nord-est, par Podolí à l'est et par Kunovice au sud et à l'ouest. Le quartier de Lázy est séparé du premier par la commune de Podolí qui le jouxte à l'ouest et au nord ; il est limité par Mikulůvka à l'est et par Kateřinice au sud.

## Histoire
La première mention écrite de la localité date de 1261.

## Transports
Par la route, Loučka se trouve à 11 km de Slavičín, à 21 km de Zlín, à 115 km de Brno et à 323 km de Prague.